# Île Escarpada
Escarpada (en espagnol : Isla Escarpada) est une île du Chili. 

## Géographie
Elle se situe dans le Sud-Ouest du Chili et est entièrement rocheuse. Elle a une forme très particulière, ressemblant à un fer à cheval. 